# Caio Fábio Adriano
Caio Fábio Adriano (em latim: Gaius Fabius Hadrianus; m. 82 a.C.) foi um político romano da gente Fábia eleito pretor em 84 a.C. e que serviu como governador propretor da África entre 83 e 82 a.C.. É conhecido principalmente por causa de sua morte: durante uma revolta no começo da segunda guerra civil de Sula, sua residência foi incendiada e Adriano morreu queimado vivo.

## Carreira
Quase nada se sabe sobre sua carreira. Ele tem sido identificado com o "Caio Fábio Adriano" que foi triúnviro monetário em 102 a.C.; diversos exemplares de suas moedas são conhecidos.
Depois de seu pretorado, em 84 a.C., Adriano expulsou da África Metelo Pio, seu antecessor e um partidário de Sula. Uma teoria alternativa é que Metelo Pio não havia sido de fato nomeado governador e estava na África tentando tomar a província enquanto que Adriano era o governador de fato. Como Adriano começou seu mandato durante o último consulado de Cina, ele é geralmente considerado como sendo um dos populares, o que implica que, durante seu mandato, Adriano desviou os recursos da África para ajudar na causa de Cina e Caio Mário.
Metelo fugiu para a Numídia e se refugiou na corte de Hiempsal II. Adriano, por sua vez, se aliou a Hiarbas, um rival pelo trono númida, e conseguiu expulsar Hiempsal por um breve período, que se se escondeu com Metelo e seus homens no Reino da Mauritânia sob a proteção do rei Boco I. Estes atos valeram a Adriano a inimizade das elites pró-Sula em sua própria província. Durante uma revolta em Útica, a capital da província, Adriano acabou morto depois que sua residência oficial foi incendiada. Todas as fontes enfatizam o fato de que ele foi queimado vivo (segundo Paulo Orósio, juntamente com todos os que viviam lá).

## Política e caráter
O mandato de Adriano é lembrado por sua cobiça e crueldade. A.N. Sherwin-White chamou-o de "bestial". Um exame cronológico das fontes indica que a caracterização de Cícero provavelmente influenciou a visão dos historiadores que vieram depois dele. Durante o processo contra Verres, Cícero fez uma ameaçadora comparação com Adriano e com a forma terrível que ele morreu, afirmando que Verres era ainda pior:
| “ | Percebam, este homem é, de longe, mais culpado e mais sem valor, ainda que seja um pouco mais afortunado que Adriano. Sim, “aquele” Adriano: como os cidadãos romanos não puderam tolerar sua ganância, ele foi queimado vivo em sua própria casa em Útica. O que aconteceu com ele foi considerado tão bem merecido que todos ficaram felizes com o resultado e nenhum inquérito oficial foi realizado. | ” |
|   | — Cícero, In Verrem 2.1.70. |   |

Cícero utilizou a palavra "domus", "casa", o que desvia a atenção do fato de que o status de Adriano era de promagistrado; Lívio utiliza o termo correto para sua residência, "praetorium". O historiador do século I Valério Máximo ecoa o relato de Cícero.
Embora às vezes se diga que Adriano estaria "flutuando entre os partidos de Cina e Sula", não se sabe quais fatos exatamente indicariam apoio a Sula. Como notam tanto Cícero como Valério Máximo, o regime sulano, fundado naquele mesmo ano, não tomou nenhuma ação para investigar sua morte, mesmo ele sendo o governador legítimo de uma grande província. Ambos afirmam que a violência em Útica foi instigada não pelos africanos se revoltando contra Roma, mas por cidadãos romanos ("cives"). Num primeiro olhar, Paulo Orósio parece contradizer os dois ao alegar que Adriano havia sido queimado juntamente com todos os que moravam em sua casa por ter fomentado uma revolta de escravos na África. Os populares eram frequentemente acusados pelos optimates, com base em fatos ou não, de utilizarem escravos para seus atos de violência e a morte de Adriano provavelmente pode ser melhor compreendida no contexto das proscrições de Sula em 82 a.C..
Mesmo se Adriano não estivesse entre os proscritos, sua morte foi oportuna, pois ele era um remanescente do regime de Cina. Adriano foi sucedido na África pelo mais famoso dos comparsas e aliados de Sula, Pompeu, que tinha apenas vinte e quatro anos de idade e não havia exercido nenhum dos cargos pré-requeridos para assumir o governo de uma província, um exemplo claro da supremacia da força sobre a lei: ele havia derrotado os marianos e havia mais deles na África juntamente com seus aliados númidas. Ele permaneceu na África até 79 a.C., quando voltou 
para Roma para exigir seu controverso triunfo sobre suas vitórias sobre eles.